# 徐舜寿
徐舜寿（1917年8月21日—1968年1月6日），出生于浙江省吴兴县南浔镇，中国航空工程师，中华人民共和国飞机设计事业的奠基人、飞机设计机构的创建者，在他手中培养出了5位中华人民共和国航空领域的院士，也被称为共和国飞机设计师们的导师。

## 生平

### 早年
民国19年(1930)，南浔中学初中毕业，同年秋季考入江苏省立南京中学高中一年级，1931年暑假转学到嘉兴秀州中学进高二，1933年秀州中学高中毕业，以优越的成绩考取北京清华大学机械系。
民国26年(1937)大学毕业。适逢抗日战争，回故乡参与宣传抗日，劝募救国公债。继考取南京国立中央大学航空研究生班。随校到四川重庆进修两年于1939年暑假毕业，分配到成都，在航空委员会的航空研究所从事研究和设计工作。
1944年公费去美国学习航空工程，进麦克唐纳飞机公司实习，然后参加FD一1型飞机的设计。
学成归国已抗战胜利，被分配在航空研究院在空军第二飞机制造厂担任“中运”2号和3号运输机制造的总体设计工作。出于对官僚系统腐败以及国民党政权的失望，在政治立场上，开始同情并且倾向于共产党。 
1948年夏，徐舜寿出差去台湾解决铝材问题，回来时途径上海，住在大姐家里。三姐徐和从大连介绍一位地下工作者陶立鹤(化名，真名姜松涛)来与徐迟兄弟见面，商谈徐舜寿的去向。徐舜寿要去解放区的决心已定，表示绝不去台湾。陶答应回东北请示上级后再做决定。1948年冬，淮海战役结束，空军第二飞机制造厂要搬迁到台湾去。徐舜寿以送妻子宋蜀碧回成都为托词，向工厂请假，到上海做去解放区的准备。
1949年2月，陶立鹤再次来到上海，告诉徐舜寿，经请示上级，同意他去解放区，并安排他们从香港走。后经徐迟的朋友曹石峻帮忙，决定改道从青岛前往解放区。

### 1949年后
1956年，经当时的航空工业局批准，新中国第一个飞机设计室沈阳飞机设计室成立（国营112厂）。39岁的徐舜寿成为设计室的首任主任设计师，组建团队开始着手定型歼教-1的设计研发工作。
1958年7月26日歼教-1在沈阳北陵机场试飞成功。

### 大跃进期间反冒进
1958年大跃进开始后，全国狂热地追求高速度，脱离实际情况的高指标、违背科学的风气使航空工业受到影响，1958年8月，航空工业局要求设计超过米格19的新歼击机，徐在航空工業局發展規劃會議上直言，中国还不具备研发马赫1.8+、升限达20千米的超音速战斗机。在结构设计、材料、工艺等方面并不具备提速的可能。但他的劝谏，沒有被上级接受。只能硬着头皮上马，終因技術水平和設計條件差距太大，而半途下馬。因为他的直言，还被指控为“右倾机会主义”代表人物，接连受到大会批判，被迫停止了工作。
1961年大跃进冷却后，徐舜寿调到新成立的601所（沈阳飞机设计研究所）任技术副所长，恢复工作。

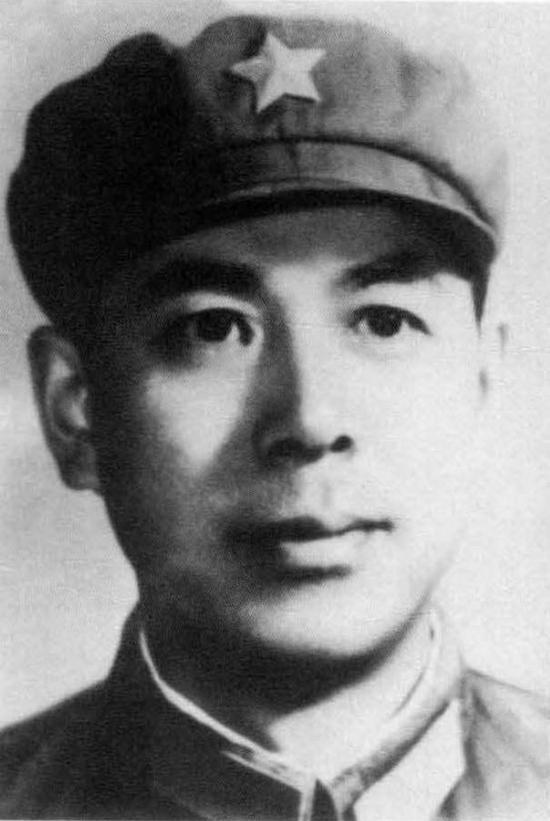
1964年被授予上校军衔的徐舜寿

1964年三线建设后，奉命前往阎良担任六院十所（603所）担任所长兼总师。

### 文革离世
在文革中，作为603所的技术副所长兼总设计师，受到严重迫害，被打成“反动学术权威”，并戴上“三反分子”帽子。
1966年6月的一天，四清工作队通知徐舜寿称沈阳601所要他立即回去。背地里工作队已准备了成百上千张大字报，布置三天内要将他作为“资产阶级学术权威”打倒，进行批判。
1967年4月，徐舜寿终于被允许回阎良603所，但并未恢复工作，被隔离审查。
1968年1月6日，在经历了多次折磨后，徐舜寿受迫害致死。

### 名誉恢复
1978年，组织内为其平反，并在7月10日，阎良603所内，也召开了为徐舜寿平反昭雪的追悼大会和骨灰安放仪式。

## 家族
- 父亲：徐一冰
- 母亲：陶莲雅
- 兄：徐迟
- 姐：徐曼倩、徐曼珠、徐和（前外交官伍修权之妻）
- 子：徐汶、徐源
- 女：徐泛